# Stenomeria deharvengi
Genre
Espèce
Stenomeria deharvengi, unique représentant du genre Stenomeria, est une espèce de collemboles de la famille des Neanuridae.

## Distribution
Cette espèce se rencontre en Himalaya.

## Étymologie
Cette espèce est nommée en l'honneur de Louis Deharveng.

## Publication originale
- Cassagnau, 1990 : Les collemboles Neanurinae de l'Himalaya: 1. Genres Synameria, Singalimeria et Stenomeria. Annales de la Société Entomologique de France, vol. 26, no 1, p. 19-32.